# 필리네발다르노
필리네발다르노(이탈리아어: Figline Valdarno)는 이탈리아 토스카나주 피렌체현에 있는 코무네다. 피렌체에서 남동쪽 25km 거리에 있다. 마르실리오 피치노가 태어난 곳이기도 하다.

## 자매 도시
- 스페인 카날스
- 독일 풍슈타트